# Realwissenschaft
Realwissenschaften haben reale Sachverhalte zum Forschungsgegenstand wie beispielsweise die Naturwissenschaften oder die Kulturwissenschaften.
Der Begriff wird gewöhnlich als Gegensatz zu den Formalwissenschaften wie der Mathematik, deren Inhalte abstrakte, logische Zusammenhänge beschreiben, benutzt. Die Grenze zwischen Realwissenschaft und Formalwissenschaft wird nicht einheitlich gezogen und ist manchmal fließend wie in den Wirtschaftswissenschaften oder der Informatik.
Der Begriff „Erfahrungswissenschaft“  wird gelegentlich synonym zu Realwissenschaft verwendet, ist jedoch hiervon zu unterscheiden.
Hans-Jörg Sigwart hat darauf hingewiesen, dass alternative Verwendungen von Wirklichkeitswissenschaft und Erfahrungswissenschaft sowohl bei Max Weber als auch bei Eric Voegelin zu finden sind.